# Тьмака
Тьма́ка — река в Тверской области России, правый приток Волги, впадающий в неё в центре Твери. Протекает по территории Старицкого и Калининского районов Тверской области, Пролетарского и Центрального районов Твери.
Длина — 73 км, площадь водосборного бассейна — 582 км².
Исток — болото близ деревни Бакланово Старицкого района. Протекает по заболоченной низине вдоль западных склонов Тверской моренной гряды. Устье находится в Твери (а сама Тверь была основана на стрелке Тьмаки и Волги).
Вскрывается в начале апреля, ледостав во второй половине ноября (в черте Твери из-за сброса тёплых вод с промышленных предприятий часто не замерзает).
Основными источниками питания реки Тьмака являются талые снеговые воды (от тающего снега река Волга получает более 50 % переносимой ей воды), дождевые воды (15—20 % от всего годового стока воды) и грунтовые воды (их составляющая в общей массе подпитки реки составляет 30—35 %).
В среднем течении Тьмаки создан Тьмацкий бобровый заказник. Известны даже случаи сооружения бобровых плотин в устье Тьмаки, в центре Твери.
С 1970-х г. на Тьмаке ежегодно проводятся соревнования «Тьмацкий перекат».
Мосты через Тьмаку:
- у деревни Панофидино Старицкого района
- у деревни Емельяново Старицкого района
- возле деревень Доброшино, Пищулино и урочища Бакулино в Калининском районе (между Колталово и Суховерково)
- у деревни Володеево;
- у деревни Порядино;
- у деревни Андрейково
- в створе Тверской окружной дороги около с. Никольское
- железнодорожный мост около Никольского и Борихино (в черте города Твери), являющийся частью железнодорожных подъездных путей;
- мост, соединяющий Пролетарскую набережную и 2-й Стахановский проезд (пешеходный);
- мост в створе ул. Строителей — бульвара Профсоюзов г. Твери;
- мост в створе 1-й улице за линией Октябрьской железной дороги;
- железнодорожный мост на главном ходу Октябрьской железной дороги за платформой Пролетарская;
- железнодорожный мост, являющийся частью подъездных путей;
- мост в створе улицы Двора Пролетарки;
- мост в створе улицы Спартака;
- мост в створе Беляковского переулка (пешеходный)
- мост в створе набережной реки Тьмаки — Свободного переулка;
- мост в створе улицы Брагина;
- мост в створе улицы Бебеля;
- мост в створе улицы Софьи Перовской — Советской улицы
- мост в устье Тьмаки (пешеходный) - 88 метров, ширина – 5,5 м. Мост однопролётный с аркой.